# Lovelhe
Lovelhe, antes chamada Lobelhe, é uma povoação portuguesa do Município de Vila Nova de Cerveira que foi sede da extinta Freguesia de Lovelhe, freguesia que tinha 3,37 km² de área e 443 habitantes (2011), e, por isso, uma densidade populacional de 131,5 hab./km².
A Freguesia de Lovelhe foi extinta (agregada) pela reorganização administrativa de 2013, tendo o seu território sido agregado ao da Freguesia de Vila Nova de Cerveira para criara a Freguesia de Vila Nova de Cerveira e Lovelhe.

## Etimologia
O seu nome deriva do nome Romano Lubelius.[carece de fontes?]

## População
| Número de habitantes | Número de habitantes | Número de habitantes | Número de habitantes | Número de habitantes | Número de habitantes | Número de habitantes | Número de habitantes | Número de habitantes | Número de habitantes | Número de habitantes | Número de habitantes | Número de habitantes | Número de habitantes | Número de habitantes |
| -------------------- | -------------------- | -------------------- | -------------------- | -------------------- | -------------------- | -------------------- | -------------------- | -------------------- | -------------------- | -------------------- | -------------------- | -------------------- | -------------------- | -------------------- |
| 1864                 | 1878                 | 1890                 | 1900                 | 1911                 | 1920                 | 1930                 | 1940                 | 1950                 | 1960                 | 1970                 | 1981                 | 1991                 | 2001                 | 2011                 |
| 424                  | 481                  | 517                  | 500                  | 602                  | 605                  | 596                  | 590                  | 672                  | 516                  | 340                  | 478                  | 463                  | 440                  | 443                  |

(Obs.: Número de habitantes "residentes", ou seja, que tinham a residência oficial neste concelho à data em que os censos  se realizaram.)

## Património
- Atalaia de Lovelhe ou Bateria da Mata
- Forte de Lovelhe ou Forte de São Francisco
- Forte e Estação Arqueológica de Lovelhe